# Кирженер, Франсуа Жозеф
Франсуа Жозеф Кирженер, барон де Планта (8 октября 1766, Париж — 22 мая 1813, королевство Саксония) — французский военачальник, военный инженер, дивизионный генерал.

## Биография
Родился в 1766 году в Париже. Образование получил в Национальной школе мостов и дорог. В 1793 году поступил на действительную службу в инженерные войска в чине лейтенанта. В период якобинского террора был арестован, просидел в тюрьме четыре месяца. Вернулся к армии, участвовал в ряде сражений. В 1794 году, будучи уже батальонным командиром, отличился при разгроме десанта роялистов, сторонников свергнутой династии Бурбонов, на остров Киберон, где получил пулевое ранение в руку. После ряда сражений на Рейне, направлен в состав Второй Ирландской экспедиции, ставившей своей целью вывести Ирландию из под британского владычества. Экспедиция окончилась неудачей, Киржинер попал в плен к англичанам в результате морского боя, но вскоре был отпущен во Францию. Отличился в боях Второй коалиции в Италии (Монтебелло, Маренго). В Войне третьей коалиции командовал инженерами, приданными одному из армейских пехотных корпусов (участвовал в сражении при Аустерлице и ряде других. Произведён в бригадные генералы.
В 1806—1807 годах — начальник инженерного парка Великой армии, сражался при Йене, Эйлау, был заместителем командующего инженерными частями генерала Шасслу-Лоба при осаде укреплённого города Данцинг войсками маршала Лефевра, за что получил титул барона Империи.
Сражался в Испании, в кампанию 1809 и 1812 года командовал инженерами императорской гвардии — элитой военных инженеров Наполеона. В 1813 году произведен в дивизионные генералы и вскоре убит ядром вместе с приближённым императора генералом и обер-гофмаршалом Дюроком в ходе боя у саксонского городка Маркерсдорф. Похоронен недалеко от места гибели, но сердце вывезено во Францию и захоронено в склепе на кладбище Монмартр.